# حاج علي هيكي (قيلاب)
حاج علي هیکي (بالفارسية: حاج‌علی هیکی) هي منطقة سكنية تقع في قسم قيلاب الريفي، بمقاطعة أنديمشك التابعة لمحافظة خوزستان، إيران. يقدر عدد سكانها بـ 72 نسمة حسب الإحصاء السكاني الذي تمّ في عام 2006.